# Colombofilia en los Juegos Olímpicos de París 1900
La colombofilia fue una disciplina deportiva que formó parte del programa de los Juegos Olímpicos de París 1900, desarrollados en el marco de la Exposición Universal celebrada en París. Aunque en su momento no se hizo ninguna distinción entre los diferentes deportes disputados durante estos Juegos, el Comité Olímpico Internacional no lo considera un deporte olímpico oficial.

## Organización
Las competiciones se organizaron en el parque de aerostación de Vincennes por la Fédération colombophile de la Seine. Se incluyeron a última hora entre las pruebas de la Sección X «Aerostación» del programa de las competiciones deportivas de la Exposición Universal de 1900. Las pruebas debían iniciarse a primera hora de la mañana para que las palomas tuvieran tiempo de volver antes del anochecer, aunque la mayor concentración de público era por la tarde. Se organizan dos tipos de pruebas: las sueltas matinales, en las que participan sociedades de toda Francia, y las sueltas vespertinas, organizadas para el disfrute del público en el marco de la Exposición Universal. Se realizaron sueltas-espectáculo de varios miles de palomas liberadas al mismo tiempo. Como debían poder volver en poco tiempo a su palomar, se les suministra el abastecimiento por parte de las sociedades de París, del departamento del Sena y de Versalles. El presupuesto asignado ascendió a 7300 francos para las sueltas de competición y 2700 para las de espectáculos, la mayoría de fondos se distribuyeron a las sociedades participantes en metálico o en medallas, según el número de palomas que hubieran soltado.
También se instala un palomar modelo con 50 palomas con el apoyo del Ministerio de Guerra. Todos los días, un guardia las lleva a París, desde donde son liberadas portando despachos fotográficos; cuando llegan a Vincennes, las fotografías se reproducen y se muestran al público.

## Desarrollo
Las sueltas-espectáculo se programaron para los días 24 de junio, 29 de julio y 23 de septiembre y, el 15 de septiembre, se añade una suelta adicional para el día siguiente. Durante estas demostraciones se liberaron un total de 11 787 palomas.
Las seis sueltas de competición tuvieron lugar el 24 de junio, 8 de julio, 29 de julio, 26 de agosto, 9 de septiembre y 16 de septiembre. En total, las 48 sociedades y federaciones participantes liberaron 7721 palomas.